# Dobrowola (Litwa)
Dobrowola – dawny zaścianek. Obecnie część Puszek na Litwie, w okręgu uciańskim, w rejonie ignalińskim, w gminie Rymszany.

## Historia
W czasach zaborów  w granicach Imperium Rosyjskiego.
W latach 1921–1945 zaścianek leżał w Polsce, w województwie nowogródzkim (od 1926 w województwie wileńskim), w powiecie brasławskim, w gminie Rymszany.
Powszechny Spis Ludności z 1921 roku nie podał danych dotyczących miejscowości. W 1931 w 1 domu zamieszkiwały 4 osoby.
Miejscowość podlegała pod Sąd Grodzki w m. Turmont i Okręgowy w Wilnie; właściwy urząd pocztowy mieścił się w Rymszanach.